# Al-Qurna District
Al-Qurna District är ett distrikt i Irak.   Det ligger i provinsen Basra, i den sydöstra delen av landet, 400 km sydost om huvudstaden Bagdad.